# Aeroporto di Cagliari-Elmas
L'aeroporto di Cagliari-Elmas "Mario Mameli" (IATA: CAG, ICAO: LIEE) è un aeroporto italiano situato a circa 6 km a nord-ovest della città di Cagliari, lungo la strada statale 130 in direzione del comune di Elmas a cui appartiene. Si affaccia sullo stagno di Cagliari, conurbato con l'area metropolitana del capoluogo sardo.
La struttura, intitolata alla memoria del tenente Mario Mameli, è dotata di una pista in asfalto lunga 2804 m e larga 45 m, l'altitudine è di 3 m sul livello del mare, l'orientamento è RWY 14-32, le principali frequenze radio sono la 120.605 o la 122.100 MHz per la torre e la 125.430 MHz per la ground. La via di rullaggio principale "A" (alpha) è parallela alla pista, lunga circa 2400 m ed è stata in passato usata come pista ausiliaria di orientamento 14L/32R durante i lavori di rifacimento della pista di volo.
L'aeroporto, gestito da SOGAER S.p.a, ha un'operatività di 24 ore al giorno con traffico di Aviazione Generale e Commerciale. Quest'ultima detiene il numero maggiore di passeggeri in transito e di movimenti dell'intera isola.
Da diversi anni l'aeroporto è una base operativa di Ryanair e da fine maggio 2019 anche della low cost spagnola Volotea, in passato è stato una base operativa della compagnia Meridiana.
È collegato alla stazione ferroviaria di Elmas Aeroporto dalla quale si accede allo scalo aereo mediante tapis roulant.

## Storia

### Origini

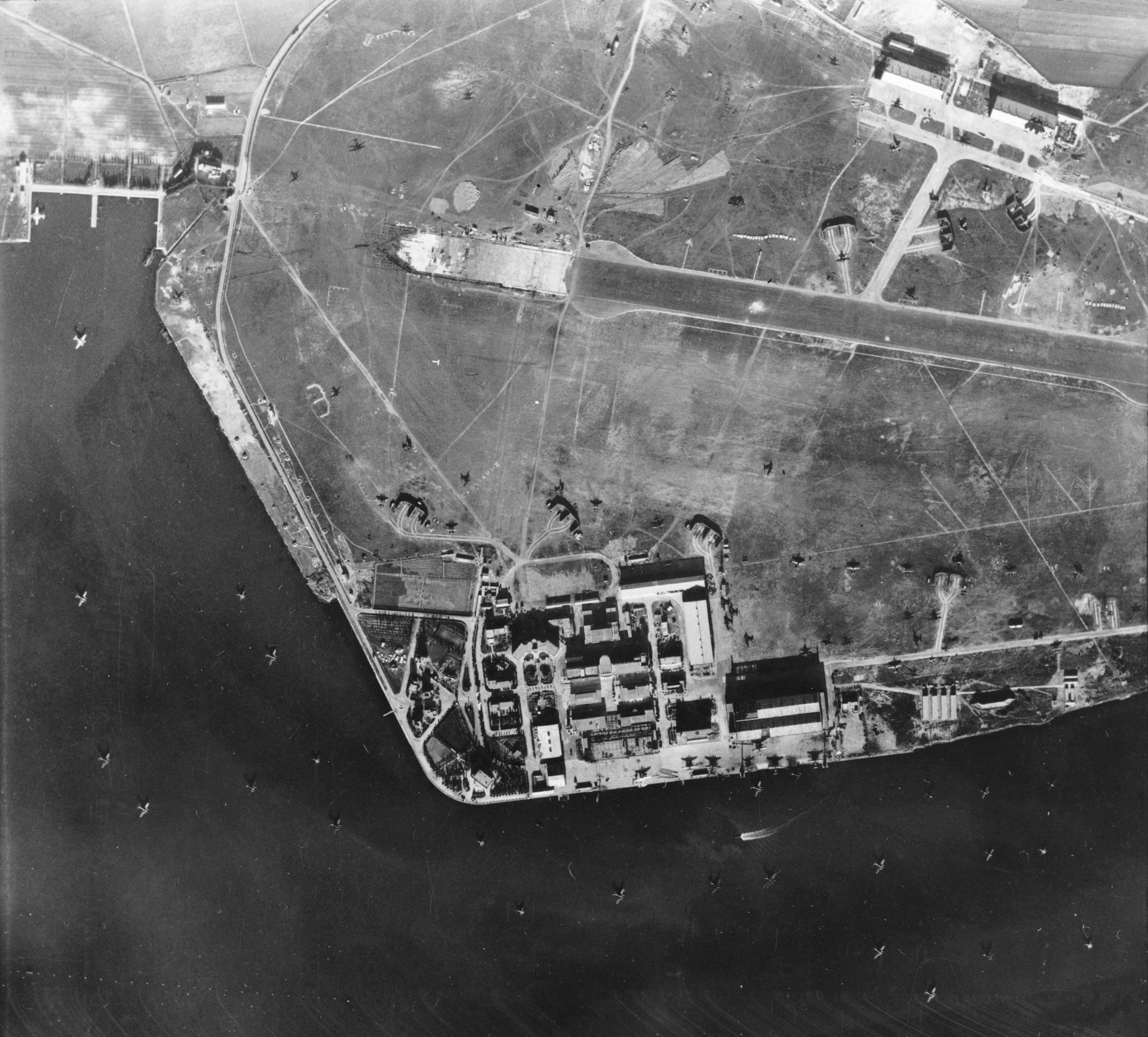
Veduta aerea del 1942-43

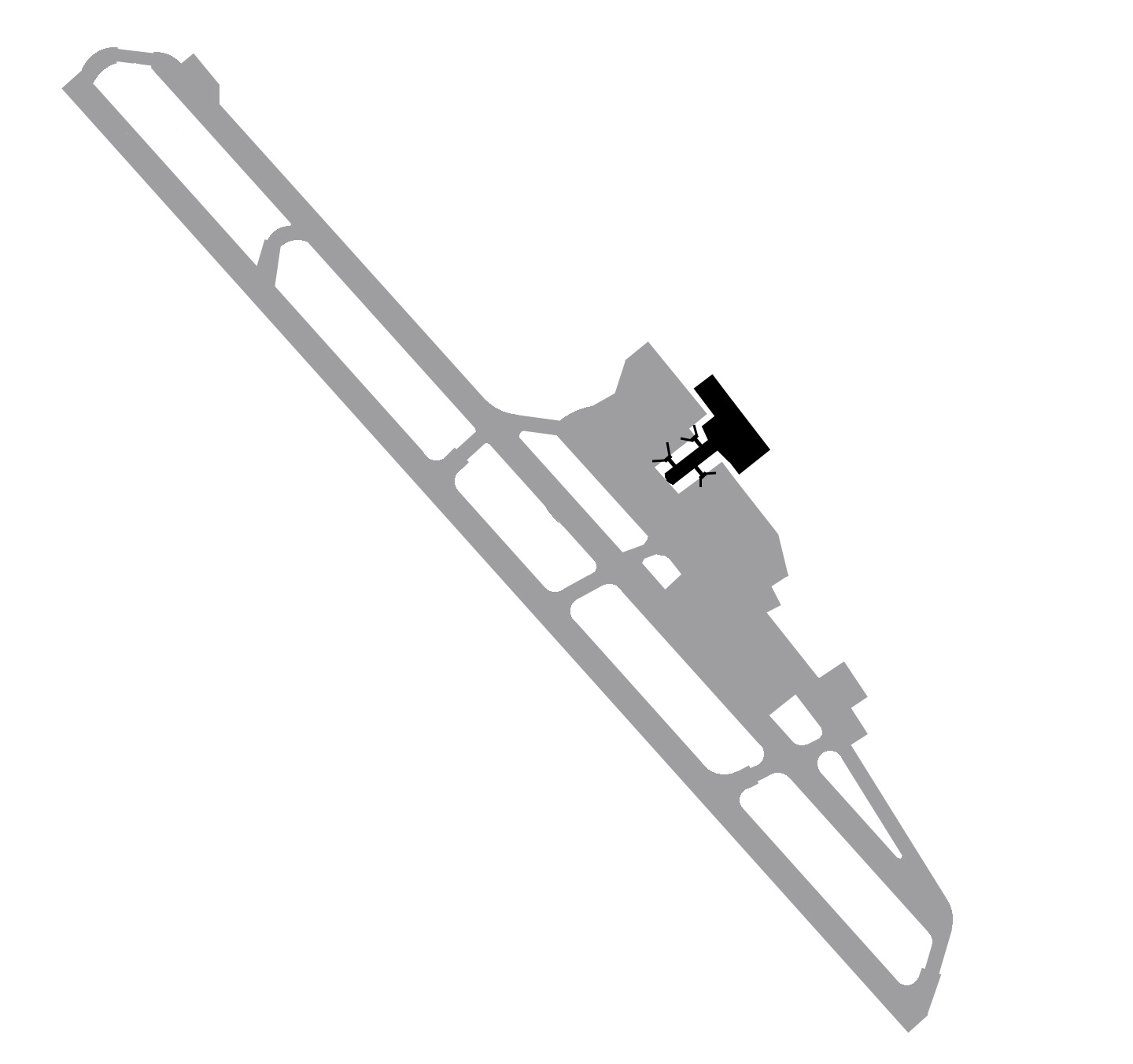
Mappa dell'aeroporto

Il primo nucleo dell'aeroporto civile di Cagliari fu inaugurato nel 1937 nelle vicinanze delle infrastrutture militari, a ridosso del molo dell'idroscalo su progetto di Giorgio Gandini. L'aeroporto fu intitolato nello stesso anno al sottotenente pilota Mario Mameli, caduto sopra il cielo di Tembien durante la guerra d'Etiopia. Nel 1937 la linea Cagliari-Roma ebbe 9.748 passeggeri, che misero la tratta al primo posto assoluto in Italia per numero di passeggeri, seguiva la Roma-Milano con 8.958 passeggeri.
Sono poi occorsi oltre vent'anni prima che un nuovo terminal venisse progettato per servire i veicoli "terrestri": il 26 marzo 1958 è stata così inaugurata la seconda aerostazione, progettata da Tullio Ibba ed edificata dal Genio aeronautico. Con il passare degli anni e con l'aumento dei passeggeri, è stata progettata da Giovanni Marras una terza aerostazione, poi inaugurata nel 1980. Tale aerostazione è stata tuttavia ben presto ritenuta insufficiente per la gestione del sempre maggiore traffico che l'aeroporto si è trovato a gestire.

### La nuova aerostazione
Per questa ragione la società di gestione ha deciso la costruzione di una nuova aerostazione in grado di sostenere un traffico sino a 7 milioni di passeggeri/anno. Il progetto è stato predisposto all'interno dell'ufficio tecnico della società negli anni dal 1997 al 1999 e la nuova aerostazione è stata inaugurata nel 2004 dal presidente della Repubblica Carlo Azeglio Ciampi.

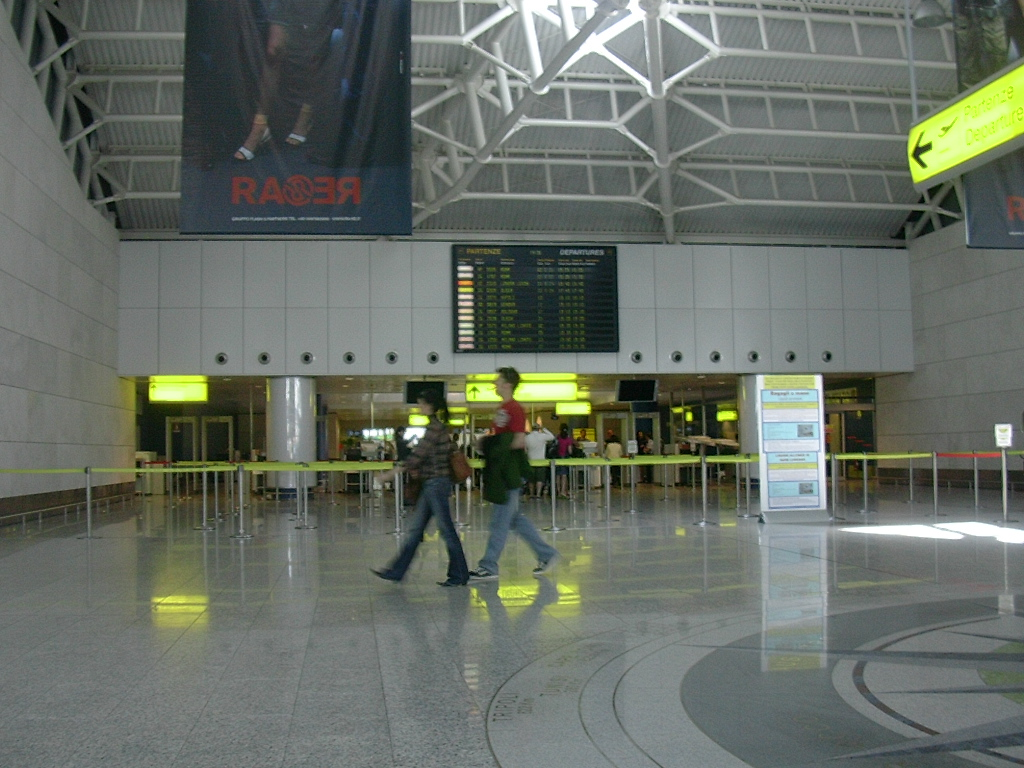
L'ex ingresso all'ala partenze

Nel 2009 l'aeroporto ha registrato un incremento del 13,77% rispetto all'anno precedente, con 3.333.000 transiti contro i 2.929.000 del 2008. Al termine del 2008 ha registrato un aumento percentuale del 9,7%, rispetto al 2007 quando nell'intero arco dell'anno erano transitati 2.671.000 passeggeri.
Il dato più importante riguarda i voli internazionali quando nel 2007 erano transitati 403 000 passeggeri nel 2008 si è passati a 487 000 con un aumento del 21%, invece per le tratte nazionali si è registrato un incremento dell'8,5% passando dai 2.242.000 passeggeri ai 2.434.000. Gli incrementi, costanti, hanno portato a chiudere il 2019 con un traffico record di 4.747.806 passeggeri. Dopo la crisi del settore aereo dovuta alla Pandemia di Covid-19, che ha portato un brusco calo di passeggeri, l'aeroporto di Elmas negli anni successivi si è ripreso, fino a registrare nel 2024 il record storico di passeggeri per lo scalo sardo , ovvero 5.161.212, con il primo anno oltre i 5 milioni di transiti.

### Low cost

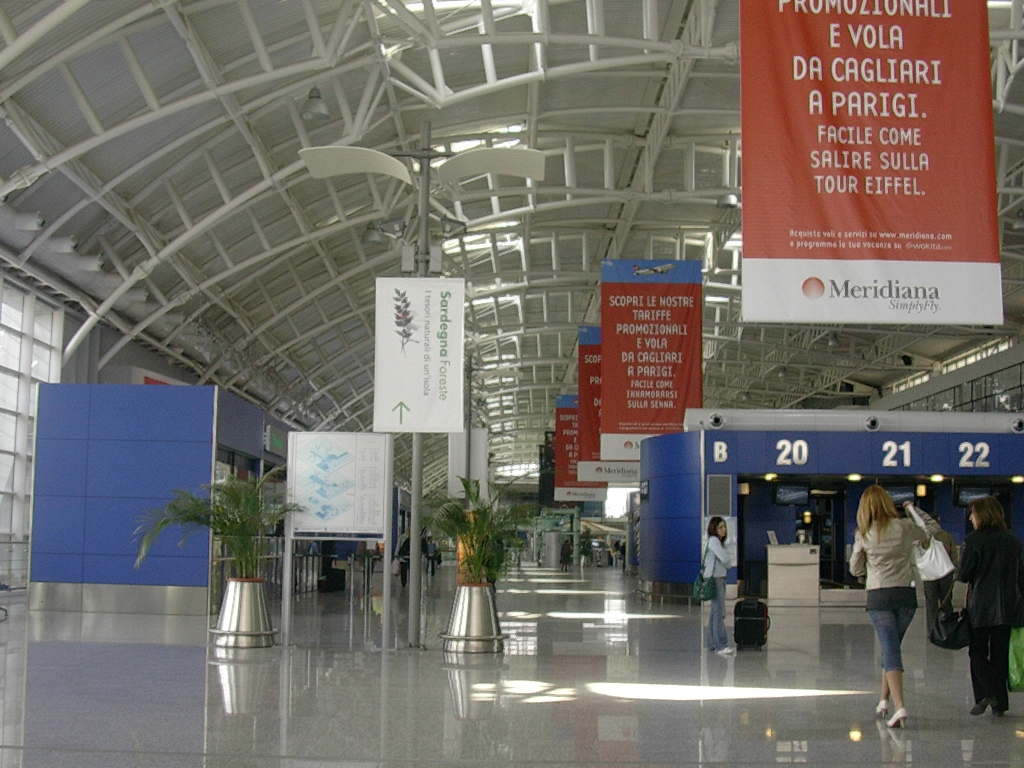
La zona check-in

Pur essendo relativamente recente l'introduzione di rotte operate da compagnie aeree low cost, ultimamente Cagliari sta ampliando sempre di più il ventaglio di possibilità di volare a poco prezzo. La prima fu EasyJet, aprendo un volo giornaliero per Londra Luton nel 2004 (dal 2010 per Londra-Stansted). In seguito è arrivata la HLX, poi trasformata in TUIfly, per effettuare collegamenti tutto l'anno con tre città tedesche, Monaco, Stoccarda e Colonia, ceduti nel novembre 2009 alla Air Berlin, la quale un anno dopo ha deciso di chiudere tutte e tre le rotte. Ultima per ordine di tempo è stata Ryanair, con due rotte di cui una nazionale, Pisa, e l'altra europea, Girona; in seguito alla risposta positiva da parte dei passeggeri alle nuove rotte man mano attivate, nel 2009 la compagnia ha deciso di aprire una propria base nell'aeroporto e avviare numerosi collegamenti verso l'Italia e l'Europa.

### Piano di Rischio Aeroportuale (PRA)
Al fine di mitigare i rischi per la popolazione nelle aree di decollo e di atterraggio, vigono le norme del Piano di rischio aeroportuale (PRA) adottato ai sensi del Codice della navigazione italiano.

## Il terminal
Il terminal è disposto su tre livelli e dispone dei seguenti servizi al passeggero.
Servizi
- Accessibilità per portatori di handicap
- Ascensori e scale mobili
- Biglietteria con sportello, Biglietteria Autobus/Treno
- Cappella cattolica
- Check-in veloce
- Deposito bagagli
- Polizia di frontiera
- Pronto soccorso
- Punto informazioni e prenotazione
- Sala d'attesa
- Sale riunioni
- Servizi Igienici
- Telefono pubblico
- Ufficio doganale

Collegamenti
- Autobus
- Autonoleggio
- Taxi
- Parcheggio
- Stazione ferroviaria

Svago
- Bar e fast food
- Ristorante
- Shopping e duty free
- Edicola
- Wi-Fi gratuito

## Andamento del traffico passeggeri (2012-2025)
|                     | 2012      | 2013      | 2014      | 2015      | 2016      | 2017      | 2018      | 2019      | 2020      | 2021      | 2022      | 2023      | 2024      | 2025      | Δ%      |
| ------------------- | --------- | --------- | --------- | --------- | --------- | --------- | --------- | --------- | --------- | --------- | --------- | --------- | --------- | --------- | ------- |
| Gennaio             | 197.821   | 181.549   | 192.183   | 189.536   | 199.028   | 210.943   | 231.248   | 255.433   | 261.316   | 54.039    | 152.195   | 236.836   | 255.826   | 257.341   | 0,6%    |
| Febbraio            | 172.745   | 166.936   | 169.324   | 172.831   | 190.012   | 185.394   | 206.916   | 228.250   | 228.917   | 55.757    | 165.513   | 211.201   | 240.929   | 241.773   | 0,4%    |
| Marzo               | 223.501   | 213.540   | 205.256   | 208.300   | 225.880   | 232.451   | 257.580   | 271.006   | 54.223    | 61.286    | 219.438   | 261.362   | 285.092   | 300.726   | 5,5%    |
| Aprile              | 303.954   | 280.935   | 277.811   | 284.327   | 259.911   | 312.422   | 314.824   | 349.133   | 4.623     | 67.871    | 334.309   | 408.947   | 420.107   | 441.799   | 5,2%    |
| Maggio              | 322.369   | 318.465   | 301.203   | 327.621   | 306.930   | 358.040   | 375.132   | 394.098   | 10.910    | 109.600   | 413.178   | 445.188   | 480.257   | 493.243   | 2,7%    |
| Giugno              | 377.237   | 391.785   | 391.837   | 401.237   | 386.511   | 454.530   | 466.603   | 520.506   | 60.349    | 262.831   | 511.755   | 525.698   | 565.276   | 570.966   | 1%      |
| Luglio              | 438.502   | 455.992   | 466.920   | 466.545   | 473.622   | 539.219   | 544.613   | 588.547   | 245.666   | 449.511   | 584.376   | 616.457   | 647.994   |           | Stabile |
| Agosto              | 467.885   | 474.338   | 515.103   | 499.922   | 487.629   | 550.923   | 559.779   | 611.283   | 379.969   | 519.884   | 583.014   | 594.865   | 650.222   |           | Stabile |
| Settembre           | 381.963   | 389.601   | 397.381   | 414.619   | 413.559   | 471.845   | 502.636   | 523.114   | 246.742   | 402.088   | 523.629   | 545.488   | 567.368   |           | Stabile |
| Ottobre             | 287.644   | 291.873   | 295.693   | 313.899   | 307.951   | 354.351   | 366.566   | 419.489   | 156.908   | 323.131   | 421.492   | 462.034   | 465.431   |           | Stabile |
| Novembre            | 204.940   | 206.741   | 203.663   | 212.088   | 209.213   | 232.664   | 257.898   | 287.818   | 52.284    | 216.865   | 238.305   | 257.833   | 280.970   |           | Stabile |
| Dicembre            | 213.459   | 216.152   | 223.257   | 228.373   | 234.846   | 254.887   | 286.219   | 296.129   | 66.074    | 231.823   | 249.520   | 285.898   | 301.740   |           | Stabile |
| TOTALE              | 3.592.020 | 3.587.907 | 3.639.631 | 3.719.298 | 3.695.045 | 4.157.612 | 4.370.014 | 4.747.806 | 1.767.890 | 2.753.899 | 4.396.594 | 4.853.113 | 5.161.212 | 2.305.847 | 2,6%    |
| Fonte: Assaeroporti |           |           |           |           |           |           |           |           |           |           |           |           |           |           |         |

### Grafico
Questo grafico non è disponibile a causa di un problema tecnico.
Si prega di non rimuoverlo.
Vedi la query Wikidata di origine.
| Posizione | Aeroporto                        | Passeggeri |
| --------- | -------------------------------- | ---------- |
| 1         | Roma-Fiumicino, Lazio            | 903.817    |
| 2         | Milano-Linate, Lombardia         | 436.818    |
| 3         | Milano-Malpensa, Lombardia       | 425.006    |
| 4         | Bergamo-Orio al Serio, Lombardia | 353.065    |
| 5         | Pisa, Toscana                    | 182.455    |
| 6         | Roma-Ciampino, Lazio             | 168.799    |
| 7         | Verona, Veneto                   | 145.140    |
| 8         | Bologna, Emilia-Romagna          | 136.054    |
| 9         | Napoli, Campania                 | 101.331    |

| Posizione | Aeroporto                    | Passeggeri |
| --------- | ---------------------------- | ---------- |
| 1         | Londra-Stansted, Regno Unito | 127.278    |
| 2         | Madrid-Barajas, Spagna       | 76.400     |
| 3         | Barcellona-El Prat, Spagna   | 60.214     |

## Servizi

### Terminal
- Autonoleggio
- Biglietteria aerea
- Ufficio informazioni e promozione turistica
- Internet point e wifi gratuito
- Farmacia
- Pronto soccorso
- Passeggeri a ridotta mobilità
- Sale riunioni
- Bancomat
- Bar e fast food
- Ristorante
- Ufficio postale
- Shopping e duty free
- Autobus
- Parcheggio
- Stazione ferroviaria esterna

### Collegamenti con le città

#### Collegamento alla rete ferroviaria

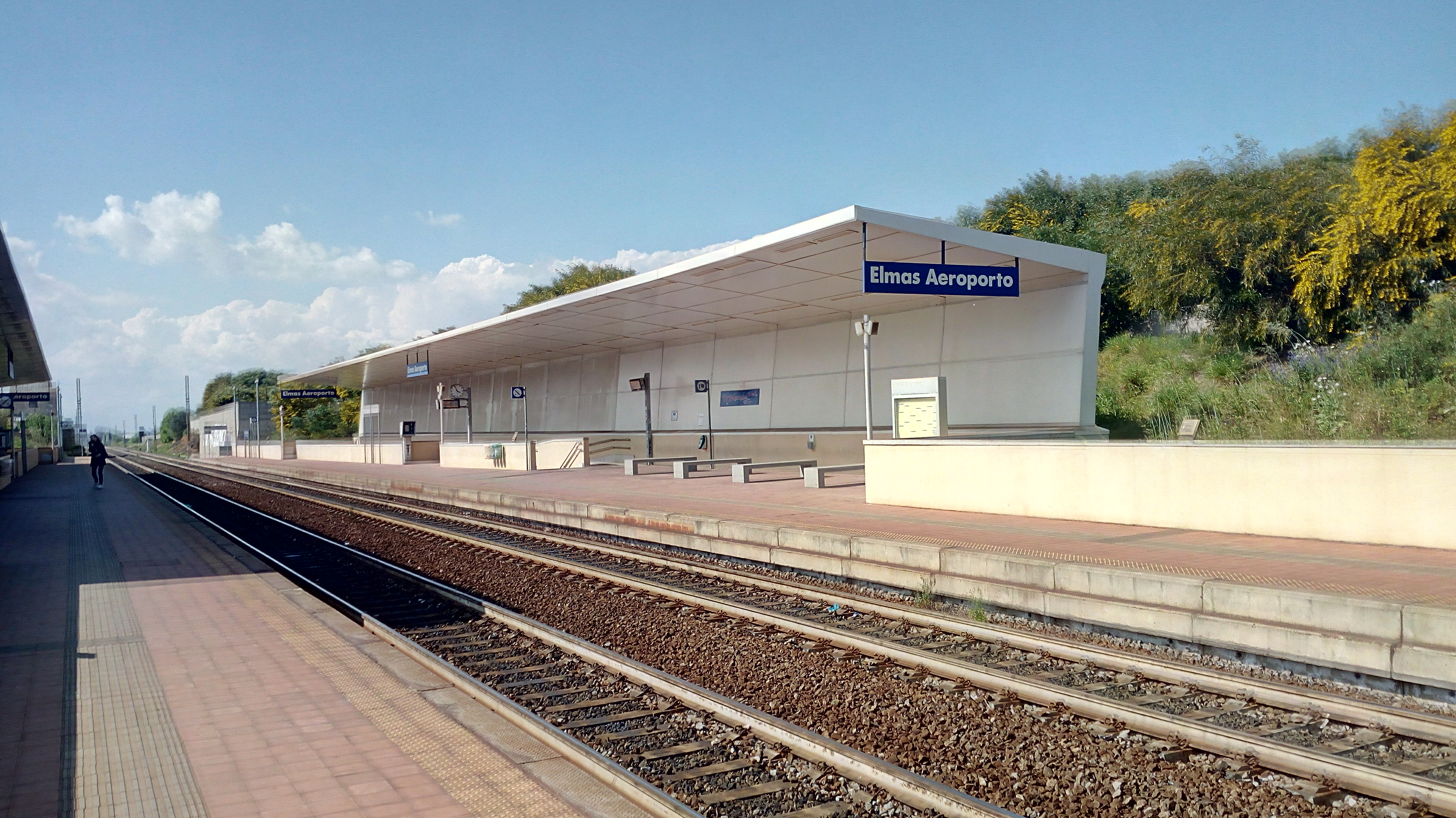
La fermata ferroviaria di Elmas Aeroporto

Dal 9 giugno 2013, l'aeroporto dispone di una propria fermata ferroviaria, servita da Trenitalia, facilmente raggiungibile dal terminal tramite due tapis roulant o a piedi.
I treni collegano l'aeroporto con le principali città sarde: Cagliari (con tempo di percorrenza di 5 minuti e frequenza elevata), Iglesias (40 minuti), Carbonia (55 minuti), San Gavino (20 minuti), Oristano (40 minuti), Macomer (1 ora e 30 minuti), Sassari (2 ore e 53 minuti).
La stazione è servita anche dal servizio ferroviario metropolitano di Cagliari.

#### Collegamento alla rete stradale
L'aeroporto è altresì collegato alla Strada statale 391 di Elmas ed alla Strada statale 130 Iglesiente.

## Incidenti
- Il 14 settembre 1979, un DC-9 operante il volo  Aero Trasporti Italiani 12 in servizio da Alghero a Cagliari, precipitò nella zona di Capoterra, durante l'avvicinamento all'aeroporto di Elmas, a causa di condizioni meteo avverse. Nell'incidente rimasero uccisi tutti i 27 passeggeri ed i 4 membri dell'equipaggio.
- Il 2 marzo 1994, un elicottero A109 della guardia di finanza, Volpe 132, di base ad Elmas, durante un volo di pattugliamento lungo la costa Sud della Sardegna, risultò disperso al largo di Muravera, perdendo i contatti con gli enti di controllo, a causa di un deflagrazione in volo. Vennero ritrovati solamente alcuni frammenti dell'aeromobile, e i corpi dei due membri dell'equipaggio risultano ancora dispersi.
- Il 24 febbraio 2004, un Cessna 500 operante il Volo City-Jet 124 proveniente da Roma Ciampino a diretto ad Elmas per trasportare un cuore destinato ad un trapianto e la relativa equipe medica, si schiantò sulla punta Baccu Malu del massiccio dei Sette Fratelli nel comune di Sinnai durante l'avvicinamento all'aeroporto di Elmas. Nell'incidente persero la vita tutti i 3 passeggeri ed i 3 membri dell'equipaggio.

## Curiosità
Nella mattinata dell'11 ottobre 2002 la pista è stata chiusa per due ore a causa di un'invasione di lumache e chiocciole. Tutti i voli sono stati dirottati su altri aeroporti. Per liberare la pista sono dovuti intervenire i Vigili del Fuoco con gli idranti, rimuovendo circa cinque quintali di molluschi.